# 永丰水库 (兴安盟)
永丰水库是中国内蒙古自治区兴安盟科尔沁右翼前旗大石寨镇境内的一座水库，位于洮尔河支流哈图莫河上，建于1983年。水库正常库容为1430万立方米，集雨面积为169平方千米，海拔为533.8米。